# Championnats du monde juniors de ski alpin 2025
Navigation
Portes du soleil 2024 Édition suivante
La 44e édition des Championnats du monde juniors de ski alpin se déroulera du 25 février au 6 mars 2025 à Tarvisio en Italie.
Onze épreuves y seront organisées : cinq épreuves individuelles masculines et féminines, et une épreuve par équipes mixtes.

## Désignation
En mai 2022, deux candidatures sont en lice :
- Soldeu pour une première organisation par l'Andorre
- Santa Caterina di Valfurva pour une huitième organisation par l'Italie. Cette station a organisé en 1988 et 2005 des épreuves des championnats du monde seniors.

En 2024, les championnats sont attribués à l'Italie mais se dérouleront à Tarvisio.

## Calendrier des compétitions
Le tableau ci-dessous montre le calendrier des onze épreuves de ski alpin

| Heure | Horaire local de l'épreuve (UTC +1) |
| ----- | ----------------------------------- |

| M                     | M                     | J                     | V             | S       | D       | L       | M       | M       | J       |         |         |  |  |  |  |  |  |
| 25                    | 26                    | 27                    | 28            | 1       | 2       | 3       | 4       | 5       | 6       |         |         |  |  |  |  |  |  |
| F É V R I E R         | F É V R I E R         | F É V R I E R         | F É V R I E R | M A R S | M A R S | M A R S | M A R S | M A R S | M A R S | M A R S | M A R S |  |  |  |  |  |  |
| Cérémonie d'ouverture | Cérémonie d'ouverture | Cérémonie d'ouverture |               | •       |         |         |         |         |         |         |         |  |  |  |  |  |  |
|                       |                       |                       |               |         |         |         |         |         |         |         |         |  |  |  |  |  |  |
| Hommes                |                       |                       |               |         |         |         |         |         |         |         |         |  |  |  |  |  |  |
| Descente              | Manche 1              |                       |               | 11 h 00 |         |         |         |         |         |         |         |  |  |  |  |  |  |
| Descente              | Manche 2              |                       |               | 13 h 00 |         |         |         |         |         |         |         |  |  |  |  |  |  |
| Super-G               | Super-G               |                       |               |         |         | 11 h 00 |         |         |         |         |         |  |  |  |  |  |  |
| Slalom géant          | Manche 1              |                       |               |         |         |         |         |         | 09 h 30 |         |         |  |  |  |  |  |  |
| Slalom géant          | Manche 2              |                       |               |         |         |         |         |         | 11 h 00 |         |         |  |  |  |  |  |  |
| Slalom                | Manche 1              |                       |               |         |         |         |         |         |         |         | 08 h 30 |  |  |  |  |  |  |
| Slalom                | Manche 2              |                       |               |         |         |         |         |         |         |         | 11 h 30 |  |  |  |  |  |  |
| Combiné par équipe    | Manche 1              |                       |               |         |         | 11 h 00 |         |         |         |         |         |  |  |  |  |  |  |
| Combiné par équipe    | Manche 2              |                       |               |         |         | 15 h 00 |         |         |         |         |         |  |  |  |  |  |  |
|                       |                       |                       |               |         |         |         |         |         |         |         |         |  |  |  |  |  |  |
| Femmes                |                       |                       |               |         |         |         |         |         |         |         |         |  |  |  |  |  |  |
| Descente              | Manche 1              |                       |               | 11 h 00 |         |         |         |         |         |         |         |  |  |  |  |  |  |
| Descente              | Manche 2              |                       |               | 13 h 00 |         |         |         |         |         |         |         |  |  |  |  |  |  |
| Super-G               | Super-G               |                       |               |         |         | 10 h 00 |         |         |         |         |         |  |  |  |  |  |  |
| Slalom géant          | Manche 1              |                       |               |         |         |         |         | 09 h 30 |         |         |         |  |  |  |  |  |  |
| Slalom géant          | Manche 2              |                       |               |         |         |         |         | 13 h 00 |         |         |         |  |  |  |  |  |  |
| Slalom                | Manche 1              |                       |               |         |         |         |         |         |         | 09 h 00 |         |  |  |  |  |  |  |
| Slalom                | Manche 2              |                       |               |         |         |         |         |         |         | 12 h 00 |         |  |  |  |  |  |  |
| Combiné par équipe    | Manche 1              |                       |               |         |         | 10 h 00 |         |         |         |         |         |  |  |  |  |  |  |
| Combiné par équipe    | Manche 2              |                       |               |         |         | 14 h 30 |         |         |         |         |         |  |  |  |  |  |  |
|                       |                       |                       |               |         |         |         |         |         |         |         |         |  |  |  |  |  |  |
| Mixte                 | Par équipes           | Par équipes           |               |         |         |         |         | 12 h 00 |         |         |         |  |  |  |  |  |  |
|                       |                       |                       |               |         |         |         |         |         |         |         |         |  |  |  |  |  |  |

## Podiums

### Hommes
| Épreuves                      | Or                                         | Argent                                         | Bronze                                                |
| ----------------------------- | ------------------------------------------ | ---------------------------------------------- | ----------------------------------------------------- |
| Descente 27/02/2025           | Felix Rösle Allemagne                      | Philipp Kälin (it) Suisse                      | Matthias Fernsebner Autriche                          |
| Super G 01/03/2025            | Benno Brandis Allemagne                    | Sandro Manser Suisse                           | Matthias Fernsebner Autriche                          |
| Slalom géant 04/03/2025       | Flavio Vitale France                       | Rasmus Bakkevig (it) Norvège                   | Fabian Ax Swartz (it) Suède                           |
| Slalom 06/03/2025             | Theodor Braekken (it) Norvège              | Gustav Wissting (it) Suède                     | Luca Carrick-Smith Royaume-Uni                        |
| Combiné par équipe 01/03/2025 | France 1- Thomas Chaix - Jonas Skabar (it) | Suisse 3- Gabin Janet (it) - Jack Spencer (it) | États-Unis 1- Hunter Salani (it) - Stanley Buzek (it) |

### Femmes
| Épreuves                      | Or                                            | Argent                                 | Bronze                                        |
| ----------------------------- | --------------------------------------------- | -------------------------------------- | --------------------------------------------- |
| Descente 27/02/2025           | Stefanie Grob Suisse                          | Jasmin Mathis Suisse                   | Garance Meyer France                          |
| Super G 01/03/2025            | Jasmin Mathis Suisse                          | Leonie Zegg Autriche                   | Sara Thaler Italie                            |
| Slalom géant 03/03/2025       | Giorgia Collomb Italie                        | Stefanie Grob Suisse                   | Elisabeth Bocock États-Unis                   |
| Slalom 05/03/2025             | Cornelia Öhlund Suède                         | Leonie Raich (de) Autriche             | Natalie Falch (it) Autriche                   |
| Combiné par équipe 01/03/2025 | Autriche 2- Viktoria Bürgler - Nathalie Falch | Suède 2- Liza Backlund - Moa Landström | Autriche 4- Emilia Herzgsell - Elena Riederer |

### Team Event
| Épreuves                      | Or                                                                          | Argent                                                                                        | Bronze                                                                                      |
| ----------------------------- | --------------------------------------------------------------------------- | --------------------------------------------------------------------------------------------- | ------------------------------------------------------------------------------------------- |
| Par équipes mixtes 02/03/2025 | France - June Brand - Jonas Skabar (it) - Garance Meyer - Arthur Heude (it) | Suède- Liza Backlund (it) - Albin Larsson (it) - Astrid Hedin (it) - Alexander Ax Swartz (it) | États-Unis- Elisabeth Bocock (it) - Sawyer Reed (it) - Liv Moritz (it) - Stanley Buzek (it) |

## Tableau des médailles
| Rang | Nation      | Or | Argent | Bronze | Total |
| ---- | ----------- | -- | ------ | ------ | ----- |
| 1    | France      | 3  | -      | 1      | 4     |
| 2    | Suisse      | 2  | 5      | -      | 7     |
| 3    | Allemagne   | 2  | -      | -      | 2     |
| 4    | Suède       | 1  | 3      | 1      | 5     |
| 5    | Autriche    | 1  | 2      | 4      | 7     |
| 6    | Norvège     | 1  | 1      | -      | 2     |
| 7    | Italie      | 1  | -      | 1      | 2     |
| 8    | États-Unis  | -  | -      | 3      | 3     |
| 9    | Royaume-Uni | -  | -      | 1      | 1     |

## Classement du trophéeMarc Hodler
Ce Trophée permet de classer les nations en fonction des résultats (par top 10) et détermine les futures places allouées aux nations en catégories juniors.
| Rang | Nation      | Points |
| 1    | Autriche    | 108    |
| 2    | Suisse      | 099    |
| 3    | Suède       | 069    |
| 4    | États-Unis  | 060    |
| 5    | Allemagne   | 058    |
| 6    | France      | 050    |
| 7    | Italie      | 049    |
| 8    | Norvège     | 044    |
| 9    | Royaume-Uni | 023    |
| 10   | Espagne     | 05     |
| 11   | Tchéquie    | 03     |
| 12   | Canada      | 01     |
| -    | Slovaquie   | 01     |